# Dwight Coleby
Dwight Jacoby Coleby (Nassau, 16 gennaio 1994) è un cestista bahamense, di ruolo centro.
È il fratello di Kadeem Coleby.

## Caratteristiche tecniche
Lungo dall’alto potenziale, è un centro che può giocare anche da ala grande. Dà il meglio sotto canestro ma è capace di fronteggiarlo e attaccarlo in penetrazione: energico e dinamico, corre bene in transizione, un ottimo rimbalzista offensivo dotato di velocità e atletismo che gli permettono di cambiare difensivamente anche sui piccoli.

## Biografia

### High School e College in USA
Nato a Nassau, nelle Bahamas nel 1994, requenta la High School di Piney Woods nel Mississippi, dove si mette in mostra con oltre 20 punti e 15 rimbalzi di media a gara. Nel 2013 passa al livello NCAA agli Ole Miss Rebels,la franchigia della Università del Mississippi dove disputa due stagioni. Successivamente tenta il salto agli Kansas Jayhawks della University of Kansas nell’anno da Junior, ma un infortunio nella preseason lo costringe allo stop per tutta la stagione. Ritorna in campo nel 2016 e nell'anno successivo, da senior, passa alla WKU Hilltoppers, dove trova la sua consacrazione. Qui firma la sua migliore stagione a livello collegiale, centra le Final Four del National Invitation Tournament del 2018 e chiude con 11,1 punti, 8 rimbalzi e 1,7 stoppate a partita, guadagnandosi una chiamata dai N.O. Pelicans per la NBA Summer League di Las Vegas.

### Da professionista
Debutta come professionista nell'autunno 2018 in Belgio, al Liegi, ma a dicembre viene chiamato dall'Akita N. Happinets, in Giappone ma il livello agonistico è troppo basso quindi decide ad aprile di ritornare nella società belga dove chiude la stagione con 14 punti e 8 assist di media. 
Nell'estate 2019 firma con gli estoni del Kalev/Cramo per il debutto in VTB League, il campionato con le squadre russe e dei paesi del Mar Baltico ma l’esperienza dura poco e si sposta in Turchia, al İTÜ Basket, dove viaggia con 14,1 punti e 7,6 rimbalzi di media, mettendosi in mostra nella sfida con Karşıyaka con una doppia doppia da 16 punti e 15 rimbalzi, e contro Türk Telekom dove segna 23 punti.
Il 20 gennaio 2020 effettua il suo terzo cambio di maglia nella stessa stagione passando ai sardi della Dinamo Sassari, i quali necessitavano un sostituto del partente Jamel McLean.

### Nazionale
Nato nell'isola di New Providence, a Nassau, e quindi eleggibile per le Bahamas, con la nazionale caraibica ha disputato il Campionato centramericano maschile di pallacanestro 2014 con 4 presenze e 13 punti totali (3,2 di media), arrivando al settimo posto finale e non qualificandosi per il FIBA Americas dell'anno successivo.